# Autopistas Urbanas Sociedad Anónima
Autopistas Urbanas Sociedad Anónima (AUSA) es la empresa encargada del mantenimiento y la explotación de las autopistas dentro de los límites de la Ciudad Autónoma de Buenos Aires. Su accionista principal es el gobierno de la Ciudad de Buenos Aires. 
Según la Ley N° 3060, establecida en 2009, AUSA destina hasta un 40% del dinero recaudado al mantenimiento de las autopistas que mantiene a su cargo; un 5% es utilizado para el fondo permanente de la ampliación de subterráneos y el porcentaje restante es invertido en obras públicas encomendadas por el Gobierno de la Ciudad de Buenos Aires.

## Historia
En la década de 1970 los accesos a la Ciudad de Buenos Aires se encontraban colapsados por el crecimiento del parque automotor: un millón y medio de vehículos que se desplazaban por 2500 km de calles y avenidas, dispuestas en un trazado reticular, de origen colonial, insuficiente y anacrónico.
En ese entonces solo existían dos grandes vías de circulación para el tránsito rápido: la Avenida General Paz y la Avenida Dellepiane. Por otro lado no existía una vía directa que conectará a la ciudad con el Aeropuerto Internacional de Ezeiza.
De todas las posibilidades analizadas, la construcción de autopistas fue elegida como la mejor solución.
El Gobierno de la Nación elaboró entonces un anteproyecto que definió el planeamiento de lo que serían las futuras autopistas de la ciudad, que conformarían un anillo vial central de 74 km de longitud en total.
Así fue como la Municipalidad de la Ciudad de Buenos Aires junto con el Gobierno de la Nación, que en ese entonces se encontraba bajo el control de la dictadura encabezada por Jorge Rafael Videla emprendieron la realización del Plan de Autopistas Urbanas con régimen de peaje. El 10 de junio de 1977 se realizó una licitación internacional para las empresas interesadas en la construcción inmediata de dos de ellas: la Autopista 25 de Mayo (AU1) y la Perito Moreno (AU6).

## Autopistas y avenidas a su cargo
- Autopista Arturo Illia
- Avenida Lugones
- Avenida Cantilo
- Autopista 25 de Mayo-AU1
- Autopista Perito Moreno-AU6
- Autopista 9 de Julio Sur
- Autopista Dellepiane
- Autopista Presidente Hector J. Cámpora-AU7
- Paseo del Bajo